# حشره‌خوار اودین
 حشره‌خوار اودین (نام علمی: Sorex arunchi) نام یک گونه از سرده حشره‌خوارهای دم‌دراز است.